# 獣人カレシと子作り生活。〜そんなおっきいの…入らない…っ
『獣人カレシと子作り生活。〜そんなおっきいの…入らない…っ』は、駒込による日本の漫画作品。2018年4月5日から2020年12月9日までComicFestaほかにて電子コミックとして連載された。
獣人をテーマとしたティーンズラブはほとんど前例が無く、珍しい作品である。

## あらすじ
人間と獣人が共存する世界。OLの愛原春花は上司である望月充と付き合って1年が経つが未だにキスすらできず、我慢できなくなった春花は充を誘惑する。しかし、人間だと思っていた充は実は獣人だった。

## 登場人物
声はドラマCDの声優。
望月 充（もちづき みつる）
声 - 茶介
春花の上司。普段は人間として暮らしているが、実は獣人。
愛原 春花（あいはら はるか）

望月 快
充の弟。

## 書誌情報
- 駒込『獣人カレシと子作り生活。〜そんなおっきいの…入らない…っ』彗星社〈Clair TL Comics〉、既刊3巻（2021年3月18日現在）
  1. 2019年2月18日発売[3]、ISBN 978-4-434-25529-8
  2. 2020年2月18日発売[4]、ISBN 978-4-434-26915-8
  3. 2021年3月18日発売[5]、ISBN 978-4-434-28290-4

## ドラマCD
シチュエーションCDが、2020年1月29日に彗星社より発売された。